# Йоргос Лапавицас
Йоргос Лапавицас или Георги Лапавица (на гръцки: Γιώργος Λαπαβίτσας) е гръцки общественик от XIX век, кмет на Негуш в 1868 - 1881 година.

## Биография
Лапавицас е роден в македонския град Негуш (Науса) през XΙΧ век. Виден член е на Негушката гръцка община. Има чифлик в Пископия. В 1867 година Хатихумаюнът е приложен в Негуш и са назначени общински избори, като за временен кмет е назначен турчинът Мустафа Бербер. След 6 месеца са проведени избори и тъй като мнозинството от населението на града е християнско е избран Йоргос Лапавицас. С избора на Лапавицас започват три мандата управление на чорбаджиите в града, които си разпределят помежду си безстопанствените имоти. При управлението на Лапавицас общината става собственик на Агиос Николаос, Часовниковата кула и конакът, които преди това са държавна собственост. Кметът има лична охрана от 6 души, християни. Лапавицас е кмет до 1881 година, когато губи изборите от Костас Андонакис-Пердикарис. След загубата на изборите Лапавицас разбива вратата на затвора в Негуш и освобождава двама свои привърженици, заради което е принуден да бяга и да се укрива 6 месеца в Албания.
Дъщерята на Лапавицас Калиопи е майка на Филотас Кокинос, също кмет на Негуш (1900 - 1987). Наследник на Лапавицас е и икономистът и политик Костас Лапавицас (р. 1961).